# Medical Subject Headings

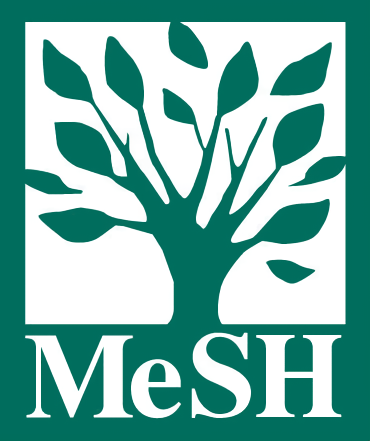
A Medical Subject Headings logója

A Medical Subject Headings, vagy rövidítve MeSH egy átfogó, ellenőrzött szótár, amely célja, hogy indexelje az orvostudományi témájú folyóiratcikkeket és könyveket; ugyanakkor egyben tezaurusz is, így megkönnyíti a keresést. Az adatbázist az Egyesült Államok Nemzeti Orvostudományi Könyvtára  (United States National Library of Medicine - NLM) készítette, és tartja karban. A MeSH-t a MEDLINE/PubMed szócikk adatbázisa, és az NLM könyvkatalógusai használják. Az adatbázis ingyenesen letölthető és böngészhető a PubMed-en keresztül. Az éves nyomtatott változat 2007-ben megszűnt, így csak online elérhető el. Eredetileg angol nyelvű, de számos más nyelvre is lefordították.

## A MeSH struktúrája
A MeSh 2009-es változata 25 186 tárgyszót (subject header) tartalmaz, amelyet még leírónak (descriptor) is neveznek. A legtöbb ilyet egy rövid leírás vagy meghatározás és a kapcsolódó leírásokra mutató linkek is kísérik; valamint egy lista a szinonimákról és nagyon hasonló fogalmakról (entry terms). A szinonima lista miatt a MeSH tezaurusz is egyben.

### Tárgyszavak (subject headings)
A tárgyszavak hierarchikusan rendezettek; egy adott tárgyszó több hierarchikus fában is megjelenhet. Egy ilyen fa szisztematikus címkét visel (tree number), következésképpen egy tárgyszó több címkével is rendelkezhet. Például, az "Emésztőrendszeri daganatok" tárgyszó címkéi a C06.301 és C04.588.274; a C a betegségekre, a C06 az emésztőrendszeri betegségekre és a C06.301 az emésztőrendszeri daganatra vonatkozik; ugyanakkor a C04 a daganatokat, a C04.588 a daganatok hely szerinti csoportosítását, és a C04.588.274 az emésztőrendszeri daganatot jelenti. Egy adott tárgyszó címkéje a MeSH frissítésével változhat. Ugyanakkor minden tárgyszó egy egyedi alfanumerikus azonosítóval is bír, amely nem változik.
A legtöbb tárgyszót egy rövid leírás vagy meghatározás kíséri. Példaként lásd a 2-es típusú cukorbetegséget. A magyarázó szöveget, ha másként nem jelölik, a MeSH csapat írja, saját sztenderd forrásból. A referenciák többnyire az adott területtel foglalkozó enciklopédiák és tankönyvek. Az egyes állításokra nincs külön hivatkozás, a referenciákat bibliográfiában sorolják fel.

### Minősítők (subheaders)
A tárgyszó hierarchia mellett a MeSH tartalmaz kisszámú szabványos minősítőt is (subheader vagy qualifier); amelyekkel kiegészíthetőek a tárgyszavak, és leszűkíthető a témájuk. Például a "Kanyaró" egy tárgyszó, az "Epidemiológia" egy minősítő; a "Kanyaró/epidemiológia" pedig a kanyaróról szóló epidemiológiai cikkeket listázza. Az "Epidemiológia" minősítő akár az összes többi betegséghez is hozzáadható. Ugyanakkor nem minden tárgyszó/minősítő kombináció engedélyezett, mert némelyik értelmetlen. Összességében 83 minősítő létezik.

### Kiegészítők
A tárgyszavak mellett a MeSH 139 000 kiegészítő fogalmat (Supplementary Concept Record) tartalmaz. Ezek nem tartoznak az ellenőrzött szótárba, hanem arra hivatottak, hogy bővítsék a tezauruszt, és linkeket tartalmazzanak a MEDLINE kereséskor a témájában legközelebb álló tárgyszóra. Sok ilyen vegyi anyagokra mutat.

## Kategóriák
A MeSH tárgyszó hierarchia legfelső szintje:
- [A] - Anatómia
- [B] - Organizmusok
- [C] - Betegségek
- [D] - Vegyületek és gyógyszerek
- [E] - Analitikus, diagnosztikai és terápiás technikák, felszerelések
- [F] - Pszichiátria és pszichológia
- [G] - Biológiai tudományok
- [H] - Fizikai tudományok
- [I] - Antropológia, oktatás, szociológia és szociális jelenségek
- [J] - Technológia, ételek és italok
- [K] - Humán
- [L] - Információs tudományok
- [M] - Személyek
- [N] - Egészségügy
- [V] - Publikációk jellemzői
- [Z] - Földrajzi helyszínek

## Fordítás
- Ez a szócikk részben vagy egészben  a   Medical Subject Headings című angol Wikipédia-szócikk fordításán alapul.  Az eredeti cikk szerkesztőit annak laptörténete sorolja fel. Ez a jelzés csupán a megfogalmazás eredetét és a szerzői jogokat jelzi, nem szolgál a cikkben szereplő információk forrásmegjelöléseként.